# Sfz (Dateiformat)
SFZ ist ein reines Textdateiformat, das Instrumentendaten für gesampelte Instrumente speichert. Das SFZ-Format wurde von René Ceballos entwickelt und wird weiterhin von Unternehmen wie Cakewalk, Plogue und Garritan verwendet. SFZ ist ein lizenzfreies Format und kann von Softwareentwicklern sowohl für freie als auch für kommerzielle Zwecke verwendet werden. Das SFZ-Format wird weithin als offener Standard akzeptiert, um das Verhalten eines elektronischen Musikinstruments aus einer Menge von Tonaufnahmen zu definieren.
Vergleichbare Dateiformate sind das offene Format von Decent Sampler (.dspreset) und das von Native Instruments Kontakt verwendete proprietäre Format (.nki, .nkm).
Das SFZ-Format wird nicht von einer einzigen Firma oder Gruppe gepflegt, und die unterstützten Funktionen können von Synthesizer zu Synthesizer variieren. Die offizielle Seite auf der Cakewalk-Website ist nicht mehr verfügbar, Beschreibungen des Formats sind jedoch auf verschiedenen Websites zu finden.
Es existieren Anwendungen, die eine grafische Benutzeroberfläche zum Erstellen von SFZ-Dateien per Mausklick bieten, als Alternative zur direkten Bearbeitung des Textes.